# .kh
.kh (Khmer: Kâmpŭchea)  é o código TLD (ccTLD) na Internet para o Camboja.